# Власово (Марёвский район)
Власово — деревня в Марёвском муниципальном районе Новгородской области, входит в состав Моисеевского сельского поселения.
Деревня расположена к востоку от Моисеева и Марёва. В деревне Власово есть одна улица — Изумрудная. Площадь земель относящихся к деревне — 6,2 га.

## История
До осени 1984 года деревня Власово в составе Марёвского сельсовета Марёвского района. В соответствии с решением Новгородского облисполкома № 392 от 12 сентября 1984 года деревня вошла в состав новообразованного Моисеевского сельсовета с центром в деревне Моисеево. По результатам муниципальной реформы деревня входит в состав муниципального образования — Моисеевское сельское поселение Марёвского муниципального района (местное самоуправление), по административно-территориальному устройству подчинена администрации Моисеевского сельского поселения Марёвского района.

## Население
| 2010 | 2011 | 2012 | 2013 | 2014 | 2015 | 2016 |
| ---- | ---- | ---- | ---- | ---- | ---- | ---- |
| 5    | ↘3   | ↗4   | ↗5   | ↗6   | ↘5   | ↘3   |